# Religion i Dalsland
Majoriteten av dalslänningarna tillhör Svenska kyrkan. Andra trossamfund som Equmeniakyrkan och Pingströrelsen finns också representerade i landskapet. 

## Katolska kyrkan
De flesta dalslänningar definierade sig som kristna vid 900-talets mitt. Till en början var det en folklig kristendom som växte fram underifrån, utan hierarkisk överbyggnad.
Under 1000-talet var Dalsland föremål för maktkamp, politiskt mellan norska och svenska kungar, kyrkoorganisatoriskt mellan påvestol och kungamakt. Pilgrimsfärderna till Nidarosdomen tog sin början. Först vid 1100-talets början slogs den kyrkliga strukturen fast och Dalsland blev en del av det nyinrättade Skara stift.
Det finns en katolsk kapellförsamling i Åmål tillhörande S:t Petri församling i Trollhättan, Götalands dekanat och Stockholms stift. Den firar gudstjänst i  S:t Nicolai kapell på Hjältegatan i centrala Åmål. Planer fanns på att flytta verksamheten till Tösse gamla kyrka som man köpt av Åmåls församling men man drog sig slutligen ur köpet sedan man inte fått erforderliga garantier om att få förändra kyrkorummet.

## Svenska kyrkan
I samband med reformationen på 1500-talet blev Dalsland lutherskt och pilgrimsfärderna till Trondheim förbjöds. När Karlstads stift bildades i mitten av 1600-talet kom Dalsland att bli en del av det. Från 1 april 2015 utgör större delen av landskapet Dalslands kontrakt.
I Dals-Eds, Färgelanda, Melleruds och Åmåls kommuner finns en församling vardera, som geografiskt omfattar samma yta som kommunen. I Bengtsfors kommun finns Steneby församling (som utgör eget pastorat) och Ärtemarks pastorat.
I Dalslandsdelen av Vänersborgs kommun ligger Brålandabygdens församling och Frändefors församling i Karlstads stift och småorten Djupedalen i Vänersborg och Väne-Ryrs församling och Skara stift. 
Valbo-Ryrs socken tillhör Munkedals församling i Göteborgs stift.
Dalboredden i nordligaste Dalsland ligger i Säffle pastorat och Nordmarkens pastorat.

### Gammalkyrklighet
Från mitten av 1800-talet kom den schartauanska väckelsen att prägla fromhetslivet i sydvästra Dalsland. En känd företrädare var den så kallade Bolstadprosten Lars Magnus Engström, som under 1920-talet verkade för att ha kvar Martin Luthers lilla katekes som lärobok i den allmänna skolans kristendomsundervisning.

### EFS
Predikanter och kolportörer från Evangeliska Fosterlandsstiftelsen (EFS) var under senare hälften av 1800-talet verksamma i Dalsland. En av dem var Jan Magnus Högfelt som 1865 anställdes som kolportör och blev en av pionjärerna för väckelserörelsen i Vedbo härad.
Missionsföreningar bildades. Den sista var missionsföreningen i Dals-Ed tillhörande EFS kretsförening i Värmland och norra Dalsland. 
EFS-kyrkan i Åmål såldes hösten 2014. 2025 såldes EFS sista anläggning i Dalsland, kurs- och lägergården Luthagård. 

### Stigens kyrka
Stigens kyrka i Färgelanda kommun är en kyrkolokal som ursprungligen byggdes av Smyrnaförsamlingen i Brålanda.  
Den förvärvades 1997 av Kyrkliga förbundets lokalavdelning i Bohuslän-Dal,
 invigdes 2001 av biskop Bertil Gärtner och återinvigdes 2005 av missionsbiskop Arne Olsson efter att kyrkan renoverats och byggts ut.
Församlingen kallades Stigens koinonia och var fram till 2018 en del av Missionsprovinsen. I samband med en schism upplöstes då Kyrkliga förbundets lokalavdelning och ägarskapet för kyrkolokalen tillföll istället Bohuslän-Dals pastorat.

### S:t Petri evangelisk-lutherska församling
S:t Petri evangelisk-lutherska församling är en icketerritoriell församling med små grupper av medlemmar i olika delar av Sverige. Sedan 1986 bor församlingens kyrkoherde Sten Rydh i Bengtsfors. 
Församlingen tillhör sedan 2011 den Evangelisk-lutherska kyrkan i Sverige (ELKS). Både församlingen och ELKS administreras från Bengtsfors och sommaren 2012 hade man kyrkodagar där. I Dalsland har man annars inga offentliga gudstjänster, utan endast andakter i hemmet och någon enstaka högmässa när det kommer medlemmar dit.

## Equmeniakyrkan
2011 bildades Gemensam Framtid, en sammanslutning av tre historiska trossamfund (som alla varit verksamma i Dalsland).
2013 antogs namnet Equmeniakyrkan. Församlingarna i Dalsland tillhör Fyrbodals närområde inom Region Väst.

### Missionsförbundet
År 1878 bröt sig Paul Petter Waldenström och hans anhängare ur EFS och bildade Svenska Missionsförbundet, sedermera Svenska Missionskyrkan. Många missionshus byggdes och församlingar bildades i Dalsland.
Idag finns följande missionsförsamlingar kvar:
Equmeniakyrkan Södra Dal med två kyrkor i Dalslandsdelen av Vänersborgs kommun.
I Melleruds kommun: Equmeniakyrkan Mellerud.
I Bengtsfors kommun: Bengtsfors, Bäckefors, Dals-Långeds och Laxarby missionsförsamlingar.
I Dals-Eds kommun: Dals-Eds missionsförsamling och Håbols friförsamling
I Åmåls kommun: Edsleskogs och Ånimskogs missionsförsamlingar. Åmåls missionsförsamling gick 2023 ihop med baptistförsamlingen i vars kyrka man nu firar gudstjänst.
Låbyns missionshus i Mo ägs numera av en ideell förening, Låbyns Missionshus Vänner.

### Baptistsamfundet
Flera baptistförsamlingar, tillhörande Svenska Baptistsamfundet har också funnits i Dalsland.
Bland annat i Tisselskog, Ödeborg, Mellerud och Dals-Rostock.
Den sista baptistförsamlingen var Åmåls baptistförsamling, bildad 1879 efter en dopförrättning i Knappeviken vid Vänern.
Församlingens gudstjänstlokal blev klar 1881 och fick namnet Betel. Baptistörsamlingen hade även gudstjänstlokaler i Tydje, Slädekärr och Mo.
Åmåls Baptistförsamling gick 2023 ihop med Åmåls missionsförsamling och bildade Equmeniakyrkan Åmål som håller till i den tidigare baptistkyrkan.

### Metodistkyrkan
I slutet av 1870-talet bedrev den nybildade metodistförsamlingen i Säffle missionsverksamhet i norra Dalsland. I Bengtsfors bildades en församling omkring 1879, som även kom att bedriva verksamhet i Holmerud, Ödskölt och på sommarhemmet Mörrenäset.
1884 invigdes ett kapell i Fröskog.
Metodistförsamlingen i Åmål bildades 1891, med 66 medlemmar.
Utpostverksamhet bedrevs i kapellet i Hannebol, Tösse, byggt 1905.
Församlingarna i Dalsland gick så småningom åter upp i moderförsamlingen i S:t Johanneskyrkan i Säffle och bildade Bengtsfors-Säffle-Åmål metodistförsamling, som upplöstes 2007.

## Evangeliska Frikyrkan
Tidigare har flera församlingar, tillhörande dåvarande Örebromissionen (ÖM), varit verksamma i Dalsland. Bland annat i Grinstad och Skåpafors.
Den sista, Betelförsamlingen i Nössemark (grundad 1909) upplöstes sommaren 2012 och kapellet såldes.
Evangelister från Helgelseförbundet har också verkat i Dalsland.

## Pingströrelsen
Pingstförsamlingar finns idag i Brålanda, Mellerud, Dals-Ed, Bengtsfors och Åmål.
Smyrna i Mellerud har kapell i Snäcke och Åsensbruk.
Smyrna i Bengtsfors har kapell i Dals-Långed och Billingsfors.
Smyrna i Ed äger det gamla Hebron i Rölanda, som ursprungligen var en utpost till pingstförsamlingen Salen i Halden.
Historiskt har pingstförsamlingar bland annat funnits i Torrskog och Anulfsbäcken i Frändefors.
I nuvarande Färgelanda kommun har det funnits två pingstkapell i Stora Bön (ursprungligen tillhörande Smyrnaförsamlingen i Åsensbruk, sedan Smyrna i Dals-Ed) respektive Stigen (tillhörande Smyrna i Brålanda).

## Melleruds kristna center
Melleruds kristna center är en församling tillhörande den internationella kyrkofamiljen Salt & Light Ministries..
Församlingen bildades 1998 av tidigare medlemmar av Smyrnaförsamlingen i Mellerud och håller till i det gamla mejeriet på orten.

## Trosrörelsen
Tidigare var församlingen Trons liv verksam i Bengtsfors.
Den 3 juni 2012 bildades Elimkyrkan av f.d. medlemmar från församlingarna Livets Ord i Uppsala och församlingen Fristaden i Uddevalla. Elimkyrkan arbetar i tre kommuner i södra Värmland och norra Dalsland: Grums, Åmåls och Bengtsfors kommuner.
Gudstjänstlokal och bas för verksamheten var tidigare Elimkapellet i Skåpafors, som tidigare tillhört en ÖM-församling (Örebromissionen) på orten, men numera är basen för församlingen Åmål, där man hyr den tidigare missionskyrkan.

## Frälsningsarmén
Frälsningsarmén har haft kårer i Dalsland. Åmål fick en egen kår 1889. Lokalen stod färdig 1902 och såldes 2021..

## Reto
Reto för Hopp är en kristen, ideell förening med syfte att hjälpa människor med alkoholproblem eller annan beroendeproblematik. 
Föreningen Reto för Hopp grundades i Brålanda i september 2012 och är en avläggare till organisationen ”Reto a la esperanza”, grundad 1985 i Spanien.
Reto Sverige har ett hem för män och en second hand-butik i Baggebol, Gestad. I Dals-Ed har man loppis och café i gamla Hotell Carl XII samt kurs- och lägergård i f d Luthagård.
Man firar gudstjänst i Dals-Ed varje söndag och hade tidigare bibelstudier i Gestad missionshus, innan missionsförsamlingen avyttrade lokalen.

## Jehovas vittnen
Jehovas vittnen har församlingar i Bengtsfors, Mellerud och Åmål.

## Jesu Kristi Kyrka av Sista Dagars Heliga
I mitten av 1800-talet verkade mormonmissionärer i Dalsland. De första amerikaemigranterna från Dalsland år 1862 var tolv mormoner som blivit bötfällda för sin verksamhet. Under hela 1860-talet emigrerade ett 40-tal mormoner från Nordals och Sundals härader till Utah, USA.
Någon mormonförsamling eller kyrka har aldrig funnits i Dalsland. Enskilda medlemmar tillhör de närmaste församlingarna i Karlstad och Trollhättan.

## Islam
Islamiska föreningar finns i Mellerud och Åmål.